# Левин, Ярив
Ярив Левин (ивр. יריב לוין‎; род. 22 июня 1969, Иерусалим) — израильский политик, депутат 18-го, 19-го и 20-го созывов кнессета, от партии «Ликуд». Действующий министр юстиции Израиля. Председатель кнессета с 17 мая 2020 по 13 июня 2021 года и с 13 по 29 декабря 2022 года. В прошлом — министр туризма (2015—2020), министр алии и интеграции (2018—2019), министр внутренней безопасности Израиля (2015).

## Биография
Ярив Левин родился 22 июня 1969 года в Иерусалиме у Гейл и Арье Левина. Дядя его матери Элиягу Ланкин был командиром корабля «Альталена» и членом первого Кнессета, представлявшим политическое движение Херут.
Левин окончил школу «Бойер» в Иерусалиме. В армии Левин прошёл курс арабского языка, после чего служил переводчиком. Был командиром учебного потока на курсах арабского. Получил первую степень по юриспруденции в Еврейском университете, после чего работал юристом.
В 1995 году Левин выпустил словарь экономических терминов на иврите, арабском и английском. За этот труд он был удостоен премии «Твёрдое слово».
В результате праймериз в Ликуде (2008 год) он занял 22-е место в партийном списке, поэтому после выборов в кнессет 18-го созыва в 2009 году Левин прошёл в израильский парламент. В кнессете Левин стал председателем комиссии Кнессета, а также членом нескольких других комиссий. 17 мая 2020 года избран председателем кнессета.
Осенью 2010 года, после освобождения арабских террористов в рамках «сделки Шалита» Ярив Левин призвал выпустить из тюрем евреев осуждённых за аналогичные преступления, тем самым восстановив у граждан Израиля веру в справедливое правосудие, равенство между арабами и евреями.
14 мая 2015 года получил портфели министра туризма, министра внутренней безопасности, министра по связям правительства и Кнессета в тридцать четвёртом правительстве Израиля. 25 мая его сменил Гилад Эрдан на должности министра внутренней безопасности. С 24 декабря 2018 по 9 января 2019 года — министр алии и интеграции.
17 мая 2020 года после формирования Тридцать пятого правительства Израиля он был избран председателем кнессета, получив 71 голос «за». 13 июня 2021 года его сменил Микки Леви. На праймериз в партии Ликуд, состоявшиеся 10 августа 2022 года, Ярив занял первое место после Нетаньягу. По итогам выборов 2022 года, 13 декабря Левин был вновь избран спикером, получив 64 голоса «за». Он объявил о своей отставке с поста спикера 27 декабря, которая вступила в силу 29 декабря.
29 декабря 2022 года назначен министром юстиции и заместителем Премьер-министра в тридцать седьмом правительстве Израиля.
4 января 2023 года представил проект реформы судебной системы Израиля, призванной значительно ограничить судебный активизм Верховного Суда. Реформа вызвала неоднозначную реакцию в обществе, как широкую поддержку, так и многочисленные протесты в стране.

## Личная жизнь
Левин женат, имеет троих детей, проживает в городе Модиин-Маккабим-Реут, владеет несколькими языками (ивритом, арабским и английским).